# Hexamitiasis der Schildkröten
Die Hexamitiasis der Schildkröten ist eine durch die Flagellate Hexamita parva verursachte Infektionskrankheit. Die Erkrankung kommt bei Land- und Sumpfschildkröten vor.
Hexamita parva ist eine Flagellate mit acht Geißeln und kommt in geringer Zahl auch in der normalen Darmflora bei gesunden Schildkröten vor. Zu einer Erkrankung kommt es nur, wenn zusätzliche Faktoren wie mangelhafte Haltungsbedingungen, Fütterungsfehler, Stress oder andere Infektionen zu einer Schwächung der Tiere und Schädigung der Darmflora führen (Faktorenkrankheit). Die Krankheit verläuft langsam fortschreitend und kann sich über mehrere Jahre hinwegziehen.
Die Hexamitiasis ist durch Durchfall, Abmagerung und zunehmende Schwäche gekennzeichnet. Der Urin ist zäh-schleimig, manchmal auch dünnflüssig-gallertig. Die Hexamiten können durch in den Darm bzw. die Kloake mündende Gänge in weitere Organe einwandern, vor allem in die Niere, den Harnbeutel und die Leber. Im chronischen Stadium kommt es meist zu einer Nephritis mit Störungen des Calcium-Haushaltes und fortschreitender Verkalkungen in der Haut und in den Skelettmuskeln, die auch röntgenologisch nachweisbar sind.
Die Diagnose kann anhand von Kloakenabstrichen mittels mikroskopischem Nachweis der Erreger erfolgen. Da Hexamita parva auch in gesunden Tieren vorkommt, ist der Erregernachweis stets in Zusammenhang mit den klinischen Erscheinungen zu werten. Enthält der Urin zahlreiche Hexamiten, so ist dies nahezu beweisend.
Zur Therapie werden Dimetridazol oder Metronidazol eingesetzt.